# 武家諸法度
武家諸法度（日语：／ Bukesyohatto）是江戶時代的江戶幕府為了統制武家而定立的法令。

## 概要
- 豐臣政權的五大老之一的德川家康在慶長5年（1600年）的關原之戰後被任命為征夷大將軍，開始在江戶建立江戶幕府。

- 武家諸法度是江戶幕府在慶長16年（1611年）從武家的誓紙中取出3條法令，再付加10條由崇傳起草的法令，在慶長20年（1615年）7月由第2代將軍德川秀忠在伏見城向武家發布（通稱「元和令」）。

- 法度是以大名和德川家家臣等武家為對象。當初有13條法令，但是以將軍的意思來改訂，第3代將軍德川家光追加參勤交代的制度和禁止建造大船等條文，於是定型為19條（「寛永令」）。第5代將軍德川綱吉制定的「天和令」則統合了諸士法度。

- 後來第8代將軍德川吉宗把第6代將軍德川家宣制定的「正德令」（實際是由新井白石改訂，第7代將軍家繼早死，於是繼續用著傳至第8代）破棄，宣佈「天和令」永遠傳到後代，以後想改訂武家諸法度變成不可能。

- 此法度是由將軍直接制定的命令，被視為最重要的幕府法，大半是專門為武家而設的命令和禁止的規範。

## 發布時的將軍和起草者
- 元和令
  - 發布－1615年
  - 將軍－德川秀忠
  - 條數－13條
  - 起草－崇傳
  - 備註－德川家康的命令而起草。

- 寛永令
  - 發布－1635年
  - 將軍－德川家光
  - 條數－19條
  - 起草－林羅山
  - 改定内容－參勤交代的制度化，禁止建造5百石以上的大船（關於商船在1638年撤回）。

- 寛文令
  - 發布－1663年
  - 將軍－德川家綱
  - 改定内容－禁止基督教。

- 天和令
  - 發布－1683年
  - 將軍－德川綱吉
  - 改定内容－禁止殉死，緩和末期養子的禁令。

- 正德令
  - 發布－1710年
  - 將軍－德川家宣
  - 起草－新井白石
  - 改定内容－把本來的全漢字版本日文化，把武家應該遵守的事具體化。

- 享保令
  - 發布－1717年
  - 將軍－德川吉宗
  - 備註－維持天和令。以後沒有改變。

## 內容
- 修練文武弓馬之道。（文武弓馬ノ道、専ラ相嗜ムベキ事。）

- 大名和小名主需前往江戶參勤交代。每年4月參勤一次。近來從者數目甚多，這是領地和領民的負擔。今後要適量減少人數。但是上洛之際時與以往一樣，要選擇適合的役目。（大名・小名在江戸交替相定ムル所ナリ。毎歳夏四月中、参勤致スベシ。従者ノ員数近来甚ダ多シ、且ハ国郡ノ費、且ハ人民ノ労ナリ。向後ソノ相応ヲ以テコレヲ減少スベシ。但シ上洛ノ節ハ、教令ニ任セ、公役ハ分限ニ随フベキ事。）

- 嚴禁擅自築城。居城的堀、土壘、石壘等被破壞時，要跟從奉行所的指示。櫓、塀、門等的修理要與之前一樣。（新規ノ城郭構営ハ堅クコレヲ禁止ス。居城ノ隍塁・石壁以下敗壊ノ時ハ、奉行所二達シ、其ノ旨ヲ受クベキナリ。櫓・塀・門等ノ分ハ、先規ノゴトク修補スベキ事。）

- 與其他藩有爭執時，只守備自己的國土，等待幕府發出命令。（江戸ナラビニ何国ニ於テタトヘ何篇ノ事コレ有ルトイヘドモ、在国ノ輩ハソノ処ヲ守リ、下知相待ツベキ事。）

- 即使在何處執行刑罰，擔當者以外的人不可過問。但要任命檢視者。（何所ニ於テ刑罰ノ行ハルルトイヘドモ、役者ノ外出向スベカラズ。但シ検使ノ左右ニ任セルベキ事。）

- 禁止謀反、聚集伙伴、交換誓約。（新儀ヲ企テ徒党ヲ結ビ誓約ヲ成スノ儀、制禁ノ事。）

- 諸國主和領主不可有私爭。平日須加謹慎。如果有爭執的情況要通知奉行所，尋求指示。（諸国主ナラビニ領主等私ノ諍論致スベカラズ。平日須ク謹慎ヲ加フルベキナリ。モシ遅滞ニ及ブベキノ儀有ラバ、奉行所ニ達シソノ旨ヲ受クベキ事。）

- 藩主、城主、所領1萬石以上、近習（將軍側近的武士）、物頭（常備兵隊長）沒有幕府的許可，不准私自結婚。（国主・城主・一万石以上ナラビニ近習・物頭ハ、私ニ婚姻ヲ結ブベカラザル事。）

- 贈物、贈答、結婚儀式、宴會和屋敷建設等事在最近變得相當華麗，今後要簡略化。其餘的事亦要節儉。（音信・贈答・嫁娶リ儀式、或ハ饗応或ハ家宅営作等、当時甚ダ華麗ノ至リ、自今以後簡略タルベシ。ソノ外万事倹約ヲ用フルベキ事。）

- 衣裝的等級不可混雜。白綾是給公卿（三位）以上、白小袖是給諸大夫（五位）以上。不可胡亂穿著紫袷、紫裡、練、無紋的小袖。禁止家中的下級武士穿著綾羅和有錦的刺繡服飾。（衣装ノ品混乱スベカラズ。白綾ハ公卿以上、白小袖ハ諸大夫以上コレヲ聴ス。紫袷・紫裡・練・無紋ノ小袖ハ猥リニコレヲ着ルベカラズ。諸家中ニ至リ郎従・諸卒ノ綾羅錦繍ノ飾服ハ古法ニ非ズ、制禁セシムル事。）

- 只有德川一門、藩主、城主、所領1萬石以上並持有一國的大名之子、城主、侍從以上的嫡子、50歲以上的人、醫者、陰陽師、病人等人被允許乘轎，其他人不準乗轎。但是得到允許的人例外。諸家之中以國內基準定立，公家、門跡、其他身分高的人例外。

- 不可藏匿與原來的主人有問題的人。如果知道是反逆者或殺人者，則要送返到原來的主人。未有行動的人送返到原來的主人，或者流放。（本主ノ障リコレ有ル者相抱エルベカラズ。モシ反逆・殺害人ノ告ゲ有ラバコレヲ返スベシ。向背ノ族ハ或ハコレヲ返シ、或ハコレヲ追ヒ出スベキ事。）

- 向幕府送出人質的家臣被流放或處死之際，需等待幕府的命令。如果有不能不趕快執行的情況，則要向幕府詳細報告。（陪臣ノ質人ヲ献ズル所ノ者、追放・死刑ニ及ブベキ時ハ、上意ヲ伺フベシ。モシ当座ニ於テ遁レ難キ儀有ルニオイテコレヲ斬戮スルハ、ソノ子細言上スベキ事。）

- 在領地內執行清廉的政務，不讓違法的事情發生，不可令國郡衰亡。（知行所務清廉ニコレヲ沙汰シ、非法致サズ、国郡衰弊セシムベカラザル事。）

- 不可讓道路、驛站的馬、船和橋等交通斷絕，不可讓交通往來停滞。（道路・駅馬・舟梁等断絶無ク、往還ノ停滞ヲ致サシムベカラザル事。）

- 不可設立私人關所，制定新法時不可停止港口流通。（私ノ関所・新法ノ津留メ制禁ノ事。）

- 不可製造五百石以上大船。（五百石以上ノ船、停止ノ事。）

- 散落在諸國中寺社的領地的所有物，今後不可取離。（諸国散在寺社領、古ヨリ今ニ至リ附ケ来ル所ハ、向後取リ放ツベカラザル事。）

- 全部遵從江戶的法令。在各地都要遵守。（万事江戸ノ法度ノゴトク、国々所々ニ於テコレヲ遵行スベキ事。）